# أندريه كونشالوفسكي
أندريه كونشالوفسكي (الروسية: Андро́н Сергеевич Кончаловский) (و. 1937 – م) هو مخرج أفلام، ومنتج أفلام، وكاتب سيناريو، وممثل، من الاتحاد السوفيتي، ولد في موسكو.

## التعليم
تعلم في معهد غيراسيموف للسينما، وAcademic Music College ‏، وكونسرفاتوار موسكو (1957–1959)، وCentral Music School ‏.

## جوائز
حصل على جوائز منها:
- جائزة الإيمي برايم تايم عن فئة الإخراج المتميز لمسلسل محدود أو فيلم أو مسرحية خاصة [الإنجليزية]‏، عن عمل: The Odyssey (1997 miniseries) [الإنجليزية]‏ (1997)
- جائزة العامل الفني المكرم في جمهورية روسيا الاتحادية الاشتراكية السوفيتية  [لغات أخرى]‏
- وسام جوقة الشرف
- فنان الشعب لجمهورية روسيا السوفيتية الاتحادية الاشتراكية [الإنجليزية]‏
- نيشان الاستحقاق الوطني في روسيا من الدرجة الرابعة
- الجائزة الحكومية للأخوين فاسيليف لروسيا الاتحادية الاشتراكية السوفيتية [الإنجليزية]‏
- جوائز الإيمي برايم تايم.

## وصلات خارجية
- أندريه كونشالوفسكي على موقع IMDb (الإنجليزية)
- أندريه كونشالوفسكي على موقع الموسوعة البريطانية (الإنجليزية)
- أندريه كونشالوفسكي على موقع ألو سيني (الفرنسية)
- أندريه كونشالوفسكي على موقع ألو سيني (الفرنسية)
- أندريه كونشالوفسكي على موقع ميوزك برينز (الإنجليزية)
- أندريه كونشالوفسكي على موقع تيرنر كلاسيك موفيز (الإنجليزية)
- أندريه كونشالوفسكي على موقع أول موفي (الإنجليزية)
- أندريه كونشالوفسكي على موقع قاعدة بيانات الأفلام السويدية (السويدية)
- أندريه كونشالوفسكي على موقع ديسكوغز (الإنجليزية)
- أندريه كونشالوفسكي على موقع قاعدة بيانات الفيلم (الإنجليزية)